# Lost and Forgotten
"Lost and Forgotten" er en sang af Pjotr Nalitj & Friends, som repræsenterede Rusland i Eurovision Song Contest 2010 i Oslo.
I den første semifinale blev den fremført som aftenens anden sang efter Moldovas "Run Away", og den kvalificerede sig her til finalen. I finalen opnåede "Lost and Forgotten" 90 point, hvilket rakte til en 11. plads lige efter Ukraines "Sweet People".